# Seul World Cup Stadium
Seul World Cup Stadium – stadion piłkarski położony w koreańskim mieście Seul. Spotkania domowe rozgrywa na nim klub K-League, FC Seoul.

## Historia
Stadion został otwarty w 2001 roku. Posiada 66 704 miejsc siedzących (w tym 816 dla osobistości i 754 dla prasy). Rozegrane zostały na nim trzy mecze Mistrzostw Świata 2002:
Mecze fazy grupowej:
- 31 maja:  Francja 0 : 1 Senegal
- 14 czerwca:  Turcja 3 : 0 Chiny

Półfinał:
- 25 czerwca:  Korea Płd. 0 : 1 Niemcy

Obiekt był także jedną z aren piłkarskich Mistrzostw Świata U-17 2007.

## Szczegóły
- Nazwa: Seul World Cup Stadium
- Pojemność: 66 704
- Gospodarz: FC Seoul
- Ukończenie budowy: listopad 2001
- Miejsce: Seul, Korea Południowa
- Powierzchnia stadionu: 57 859 m²
- Całkowity obszar: 164 829 m²